# 达马孜壤错
达马孜壤错位于中国西藏自治区那曲市昂仁县境内，地处昂仁县西北部，西邻扎日南木错。湖面海拔4622米，面积33.1平方公里。湖形东、西宽，中部略窄。湖区年均气温0～2℃，年降水量200～300毫米。湖水主要依靠地表径流补给，集水区面积1009.9平方公里。